# Carles Sans
Carles Sans López (Barcelona, 8 maart 1965) is een voormalig Spaanse waterpoloër.
Carles Sans nam eenmaal deel aan de Olympische Spelen, in 1996. Hij veroverde olympisch goud in Atlanta.
In de competitie kwam Sans uit voor Club Náutico Terrassa.
Josep María Abarca · 
Ángel Luis Andreo · 
Daniel Ballart · 
Manuel Estiarte · 
Pedro García · 
Salvador Gómez · 
Iván Moro · 
Miguel Ángel Oca · 
Jorge Payá · 
Sergi Pedrerol · 
Jesús Rollán · 
Jordi Sans · 
Carles Sans